# Скварко Захар
Доктор Скварко Заха́р (*27 вересня 1870  с. Корманичі — †2 серпня 1925, Коломия) — український правник, адвокат, громадський та фінансовий діяч.

## Життєпис
Народився у селянській сім'ї у селі Корманичі (Перемищина). Закінчив правничий факультет Львівського університету. Працював у адвокатській канцелярії в Мостиська, де був також ініціатором побудови Народного Дому. З 1910 року працював директором Покутського Кредитового Союзу в Коломиї.
Ідеолог Української Нац.-Демократичної партії. Автор брошури про програму й ідеологію УНДП, статей про земельну справу.
Посол:
- Галицького сейму 9-го скликання в 1908—1913 роках. Обраний в окрузі Мостиська — Судова Вишня (IV курія), входив до складу «Українсько-руського соймового клубу», був його секретарем;[3] відзначився активністю у складі комісії для райфайзенівських кредитних спілок (захист райфайзенівських кредитних спілок українського селянства.[2]
- Райхсрату Австро-Угорщини у 1911—1918 роках.[2]

За часів Західно-Української Народної Республіки займав посаду комісара міста Коломиї, голови Української Національної Ради Коломийського повіту.